# Percy Saltzman
Pour les articles homonymes, voir Saltzmann.
Percy P. Saltzman est une personnalité de la télévision canadienne connue comme le premier présentateur météo de l'histoire de la télévision canadienne anglophone. En tant que pionnier dans ce domaine, il fut le premier Canadien à utiliser les images des satellites et radars météorologiques dans ses présentations quotidiennes et à parler des incendies de forêt. 
Il fut également un invité à de nombreuses émissions d'affaires publiques de la CBC, et plus tard intervieweur. En 1969, il a couvert avec Lloyd Robertson les dix jours de la mission Apollo 11, dont le premier atterrissage sur la Lune, pour la CBC.

## Jeunesse
Percy Saltzman est né à Winnipeg (Manitoba). Il était l'aîné de quatre enfants de Salomon et Elizabeth Saltzman. Son père et sa mère immigrèrent au Canada en provenance d'Ukraine en 1911. Sa famille déménage rapidement à Neudorf en Saskatchewan, pour exploiter un magasin général. En 1925, ils déménagèrent à Vancouver, en Colombie-Britannique, où il étudia au King George Secondary School où il remporta médaille d'argent du gouverneur général du Canada Lord Willingdon pour les résultats de ses examens de fin d'études,. Il étudia ensuite à l'Université de la Colombie-Britannique.
Durant les années 1930, il fut militant politique de gauche, rencontrant le politicien britannique Stafford Cripps lors d'un rassemblement socialiste à Vancouver. Saltzman maintint ses convictions toute sa vie, son fils Paul mentionnant que ses convictions forgées par la Dépression des années 1930 vécue dans l'ouest canadien ne se sont jamais traduites en actions.
Après la faillite de leur épicerie de Vancouver, les parents de Saltzman déménagèrent à Los Angeles avec son plus jeune frère Kenneth, et il ne les a que rarement revu ensuite. Son jeune frère Morris Saltzman resta à Vancouver jusqu'à sa mort en 1988 et reçu l'Ordre du Canada pour son implication avec différentes groupes religieux et culturels. Saltzman lui-même déménagea à Montréal et étudia à l'École de médecine de l'Université McGill jusqu'en 1935 mais n'aimait pas beaucoup le sujet et qu'il quitta après une année après avoir rencontré sa première femme, Rose Kogan,,.
Il travailla ensuite à une série d'emplois divers, dans un magasin de vêtements, ouvreur du courrier pour un concours de casse-tête et serveur; avant de se trouver un emploi dans l'imprimerie. Déménageant avec sa femme à Toronto en 1937, Saltzman fut opérateur de linotype à Eveready Printing, l'imprimerie du Parti communiste du Canada, durant plusieurs années.

## Débuts en météorologie
En 1943, il fut engagé par le service météorologique du Canada (SMC) qui cherchait désespérément du personnel en météorologie pour les besoins de la Seconde Guerre mondiale. Même s'il n'avait aucun formation dans le domaine, il possédait une bonne formation en physique et mathématiques ce qui lui permit de réussir le cours donné par le SMC et de devenir officier météorologue,. Il fut alors envoyé au plan d'entraînement aérien du Commonwealth britannique pour le reste de la guerre, servant dans neuf stations météorologiques et devenant finalement chef du bureau de l'aéroport de Malton (maintenant Aéroport international Pearson de Toronto),. Il continua de travailler pour le service civil pendant 25 ans. 
Ayant souvent affaire à des aviateurs de différentes langues, comme le français et le polonais, il prit l'habitude du tableau noir et de la craie pour expliquer dans un vocabulaire simple les prévisions. Cela l'aida quand, en 1947, il se mit à présenter des bulletins météorologiques quotidiens à la radio de la Canadian Broadcasting Corporation (CBC) comme une extension de son travail pour le gouvernement. Il passera plus tard à la télévision quand la CBC se lança dans ce domaine.

## Carrière à la télévision
Percy Saltzman débutera ses bulletins météo à l'intérieur de la première émission, appelée Uncle Chichimus and Hollyhock, de la station de la télévision publique canadienne (CBLT) à Toronto le 8 septembre 1952. Comme il s'agissait de scènes avec des marionnettes pour les enfants, il sera la première personne à l'écran de la station. Cependant, cette dernière débuta deux jours après la station de Montréal (CBFT) et il ne fut donc pas le premier canadien au petit écran (Club d’un soir fut la première émission localement produite avec Henri Bergeron comme animateur).
Payé initialement 10 dollars canadiens par présence à l'écran en 1952, il demeura employé du service météo car ce nouveau média ne lui semblait pas très prometteur. Rapidement les prévisions seront transférés dans des émissions d'affaires publiques et de nouvelles. Il deviendra rapidement un co-animateur sur ces émissions et deviendra un intervieweur réputé,,. Il est graduellement devenu une personnalité télévisuelle depuis ses émissions sur les effets de l'ouragan Hazel qui frappa Toronto en 1954. Ses présentations informatives se passaient devant un tableau où il dessinait nuages, soleil, fronts, etc. et se terminaient toujours en lançant sa craie en l'air en disant « et c'est la météo aujourd'hui » puis en l'attrapant. 
Saltzman quitta finalement le service, ayant atteint le poste de chef de la vérification des données, en 1968. Il passera ainsi à temps plein pour la CBC avant de faire le saut au réseau privé CTV,. À ce dernier endroit, il animera l'émission matinale Canada AM. En 1974, Saltzman passa à CITY-TV avant de devenir un pigiste. Puis en 1980, il fut engagé par le réseau Global TV durant deux ans. Il a également donné la météo à plusieurs postes locaux de radio du Toronto métropolitain.
Il estimera avoir fait durant sa carrière plus de 9 000 présentations météo à la radio et à la télévision, en plus de 1 000 entrevues avec des personnalités, sans cartes aide-mémoire ni prompteur.

## Vie personnelle
Il eut deux fils de son premier mariage, Earl (né en 1942) et Paul (né en 1943). Sa première épouse est décédée en 1998 et en 1990, il s'est remarié avec Grace Audrey Ford (née Modeland). Son frère Kenneth vit à Los Angeles. Son petit-fils Aaron Saltzman est un journaliste, d'abord avec la télévision de la CBC à Calgary puis à Toronto. La seule petite-fille de Saltzman, Devyani Saltzman, est l'auteure d'un mémoire de littérature : Shooting Water.
Saltzman est décédé le 15 janvier 2007 à Toronto et il est enterré au York Cemetery.

## Honneurs
Saltzman a reçu :
- Médaille du gouverneur-général du Canada pour le meilleur résultat aux épreuves de fin du secondaire (1930) ;
- 2 bourses d'études de l'université de Colombie-Britannique (1932) ;
- Prix du TV Guide (Canada) (1960) ;
- Médaille du jubilé d'or de la reine Élisabeth II (2002) ;
- Ordre du Canada (2002)[11] ;
- Membre du Temple de la renommée de la radio et télédiffusion canadienne (2004).

Il fut :
- Président de l'ACTRA (Alliance of Canadian Cinema, Television and Radio Artists), chapitre de Toronto, en 1960 ;
- Membre de Scouts de la mer et des Cadets de l'Air.